# Epicleta calidaria
Epicleta calidaria là một loài bướm đêm trong họ Geometridae.